# 笑福亭由瓶
笑福亭由瓶（しょうふくてい ゆうへい、1971年5月21日 - ）は、日本の落語家（上方噺家）。所属事務所は松竹芸能。本名∶由良 宏人。血液型はO型。兵庫県丹波市生まれ。兵庫県立柏原高等学校卒業。

## 来歴・人物
『鶴瓶上岡パペポTV』が好きで、食品の営業マンを辞めて1997年10月12日、笑福亭鶴瓶に入門。入門当時は12番弟子。その後瓶太とのり瓶の廃業と笑瓶の死去により2023年10月時点では9番弟子。タレント志望であった。
1998年8月30日、ホテル竹園で当時年2回行っていた鶴瓶一門会「竹園寄席」で初舞台、演目は「二人ぐせ」（鶴瓶の兄弟子である6代目松喬の音源で覚えて、後に鶴瓶が稽古をつけた）。一時期毎日放送の『ちちんぷいぷい』（テレビ）、『MBSヤングタウン日曜日』（ラジオ）のレギュラーだった。創作落語から古典落語まで幅広くこなす。
東京では比較的芸歴の近い三遊亭兼好と交流がある。

## 受賞歴
- 第15回繁昌亭大賞奨励賞